# تپه حسن‌آباد دشتابی
تپه حسن‌آباد دشتابی مربوط به دوران پیش از تاریخ ایران باستان تا دوران‌های تاریخی پس از اسلام است و در شهرستان بوئین‌زهرا، بخش دشتابی روستای حسن‌آباد واقع شده و این اثر در تاریخ ۲۵ اسفند ۱۳۷۸ با شمارهٔ ثبت ۲۶۳۰ به‌عنوان یکی از آثار ملی ایران به ثبت رسیده است.